# Аксарай (дворец)
Ак-сарай (узб. Oq-Saroy — «Белый дворец») — грандиозная руинированная резиденция Тимура в его родном городе Шахрисабзе.

## История постройки
Известно, что первые дворцы Тимура: Куксарай и Бустан-сарай были построены в столице империи Самарканде. Тимур редко останавливался в них, предпочитая загородные дворцы, построенные вокруг города. Тимур мечтал построить гораздо бо́льший дворец на своей родине в Кеше (Шахрисабзе). Его строительство началось в 1380 году, то есть сразу после укрепления власти самодержца в Мавераннахре.
Строительные работы продолжались 24 года, почти до самой смерти завоевателя. Дворец включал в себя несколько дворов, вокруг которых находились жилые помещения и комнаты общественного назначения. Помещения были украшены золотой лазурью, фасады построек покрыты цветными изразцами, дворы вымощены белыми плитами.
Одним из чудес дворца был устроенный на крыше бассейн, с которого стекал живописный каскад струй. Вода в бассейн поступала по свинцовому жёлобу с горного перевала Тахтакарача. Арка входного портала Ак-Сарая, рухнувшая около 300 лет назад, была крупнейшей в Средней Азии. К настоящему времени от этого величественного сооружения сохранились лишь два разобщенных пилона. 
Дворец занимал большую площадь: только один главный внутренний двор составлял 120—125 м в ширину и 240—250 м в длину. Расчет пропорций сохранившихся элементов здания показывает, что высота главного портала достигала 70 м.
В августе 1404 г. дворец Ак-сарай посетил посол кастильского короля Гонсалес де Клавихо. Он описал его следующим образом:

Во дворце очень длинный вход и очень высокие ворота, и здесь же, при входе, с правой и левой стороны находились кирпичные арки, отделанные изразцами, выложенными разными узорами. А под этими арками находились как бы маленькие комнаты без дверей, то есть [углубления] с полом, выложенным изразцами, а это было сделано для того, чтобы там [могли] сидеть люди, когда во дворце находился сеньор. Сразу же за этими воротами находились другие, а за ними большой двор, вымощенный белыми плитами и окруженный богато отделанными галереями; а среди двора большой водоем, и этот двор занимает в ширину шагов триста, и через него входили в самое большое помещение дворца, куда вела очень большая и высокая дверь, отделанная золотом, лазурью и изразцами — [все] очень искусной работы. А над дверью посередине был изображен лев [на фоне] солнца, а по краям точно такие же изображения. Это был герб сеньора самаркантского.
В годы независимости Узбекистана были проведены реставрационные работы на сохранившихся частях дворца. Наряду с другими памятниками Кеша эпохи Тимуридов дворец фигурирует в списке Всемирного наследия ЮНЕСКО.